# Citosis

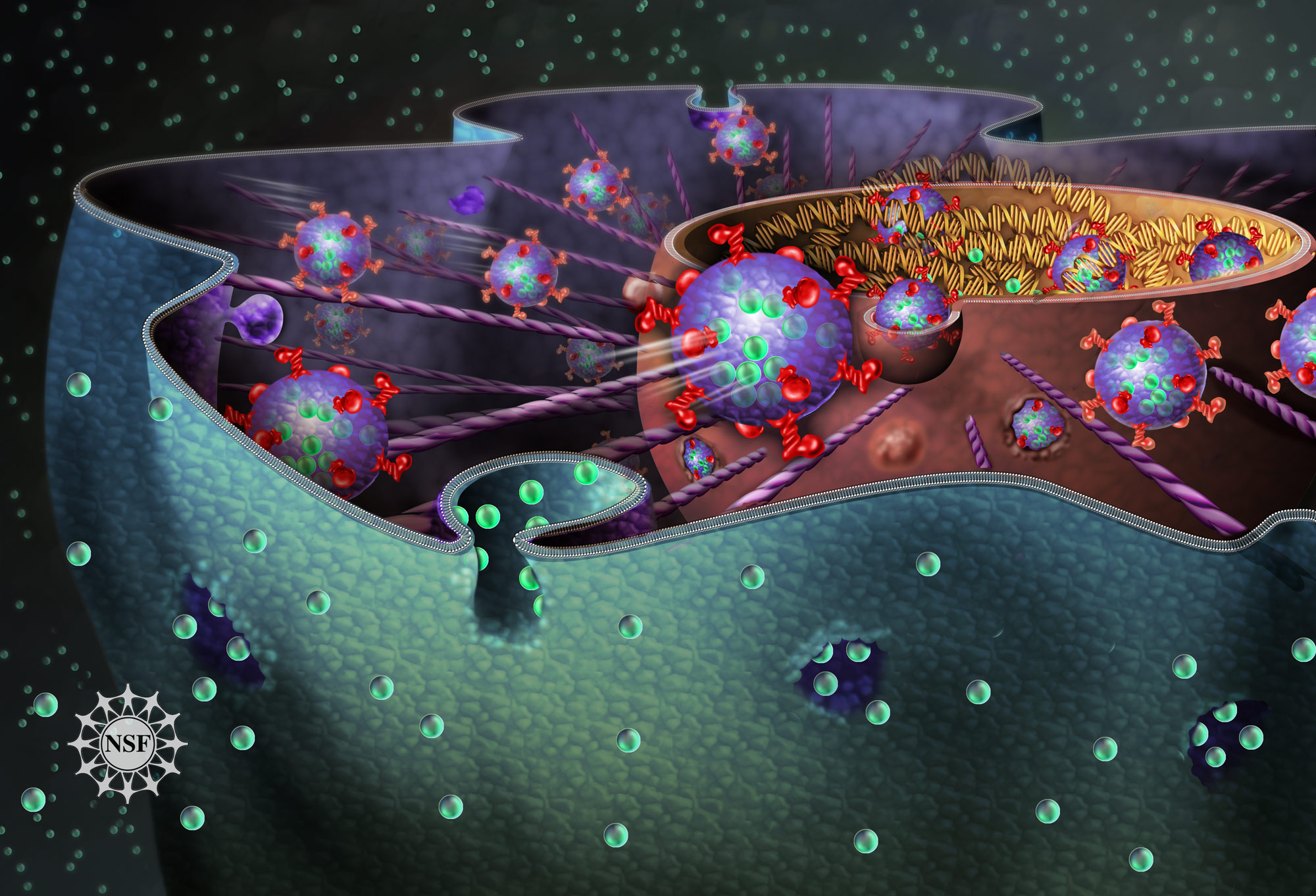
Entrada de material al núcleo por endocitosis. Endocitosis: la membrana de la célula se invagina, creando un pequeño hoyo circular que se introduce en el citosol de la célula. Este hoyo cubierto por una membrana circular es una vesícula que se transporta al lisosoma de la célula para ser degradada por las enzimas.

La citosis es un mecanismo de transporte para el movimiento de grandes cantidades de moléculas dentro y fuera de las células.
Hay tres tipos principales de citosis: endocitosis (dentro de la célula), exocitosis (fuera de la célula) y transcitosis (a través de la célula, dentro y fuera).

## Etimología
La palabra citosis utiliza formas combinadas de cito- y -osis , que refleja un proceso celular. El término fue acuñado por Alex Novikoff en 1961.

## Endocitosis

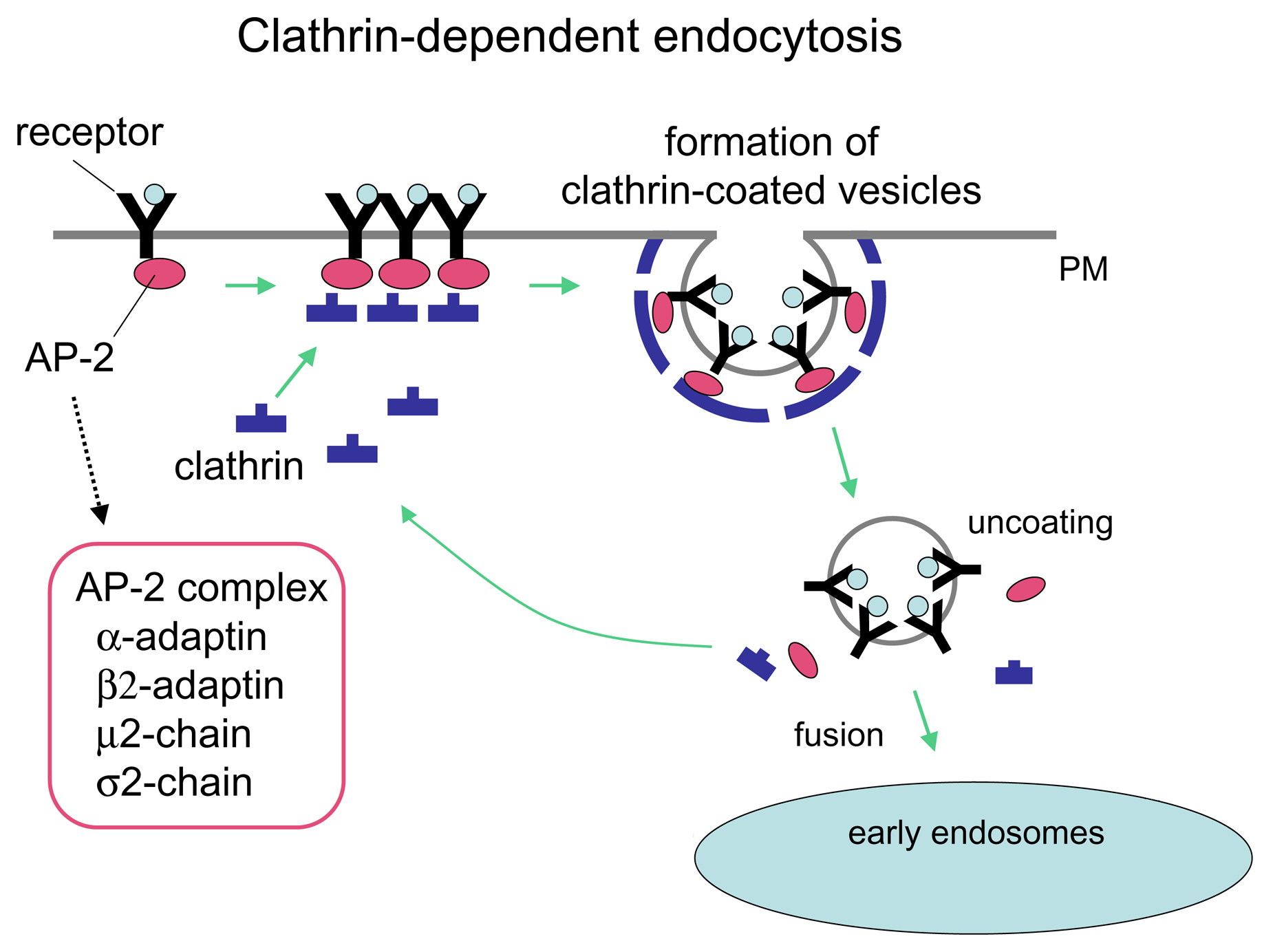
Mecanismo de endocitosis dependiente de clatrina. Fosas recubiertas de clatrina en la endocitosis: la membrana de la célula se invagina utilizando la proteína clatrina. La clatrina usa actina para juntar los lados de la membrana plasmática y formar una vesícula dentro del citosol celular.

La endocitosis es cuando una célula absorbe una molécula, como una proteína, desde el exterior de la célula al engullirla con la membrana celular. Es utilizado por la mayoría de las células, porque muchas sustancias críticas son moléculas polares grandes que no pueden atravesar la membrana celular. Los dos tipos principales de endocitosis son la pinocitosis y la fagocitosis.
Pinocitosis
La pinocitosis es la absorción de pequeñas partículas acuosas junto con los receptores de membrana que las reconocen. Es un ejemplo de endocitosis en fase líquida y suele ser un proceso continuo dentro de la célula. Las partículas se absorben mediante el uso de cavidades recubiertas de clatrina. Estas cavidades recubiertas de clatrina tienen una vida corta y sirven solo para formar una vesícula para la transferencia de partículas al lisosoma. La cavidad recubierta de clatrina se invagina en el citosol y forma una vesícula recubierta de clatrina. Las proteínas de clatrina luego se disociarán. Lo que queda se conoce como un endosoma temprano. El endosoma temprano se fusiona con un endosoma tardío. Esta es la vesícula que permite que las partículas que fueron endocitosadas sean transportadas al lisosoma. Aquí hay enzimas hidrolíticas que degradarán el contenido del endosoma tardío. A veces, en lugar de degradarse, los receptores que fueron sometidos a endocitosis junto con el ligando regresan a la membrana plasmática para continuar el proceso de endocitosis.
Endocitosis mediada por receptor
La endocitosis mediada por receptores es un modo de pinocitosis. Las proteínas de la cubierta de clatrina de la membrana plasmática tienden a unirse y atrapar macromoléculas o ligandos. Sin embargo, no son los receptores en la vesícula los que causan la pinocitosis. Las vesículas se forman independientemente de si los receptores y el ligando estaban allí o no. Es por eso que es un evento continuo no desencadenado, a diferencia de la fagocitosis.
Fagocitosis
La fagocitosis es la absorción de partículas más grandes, como bacterias, en el citosol. En organismos unicelulares más pequeños, es como se alimentan. En organismos multicelulares más grandes, es una forma de destruir células viejas o dañadas o de ingerir invasores microbianos. En el caso de ingerir una bacteria, esta se unirá a los anticuerpos en el ambiente acuoso. Cuando este anticuerpo se encuentra con un receptor en la superficie de una célula, la membrana plasmática responde extendiéndose para rodear a la bacteria. Por lo tanto, la fagocitosis no es un evento que ocurre al azar. Se desencadena por la unión de un ligando a un receptor.
Algunas células están especialmente diseñadas para fagocitar. Estas células incluyen células asesinas naturales, macrófagos y neutrófilos. Todos estos están involucrados en la respuesta inmune y sirven para degradar material extraño o antigénico

## Exocitosis

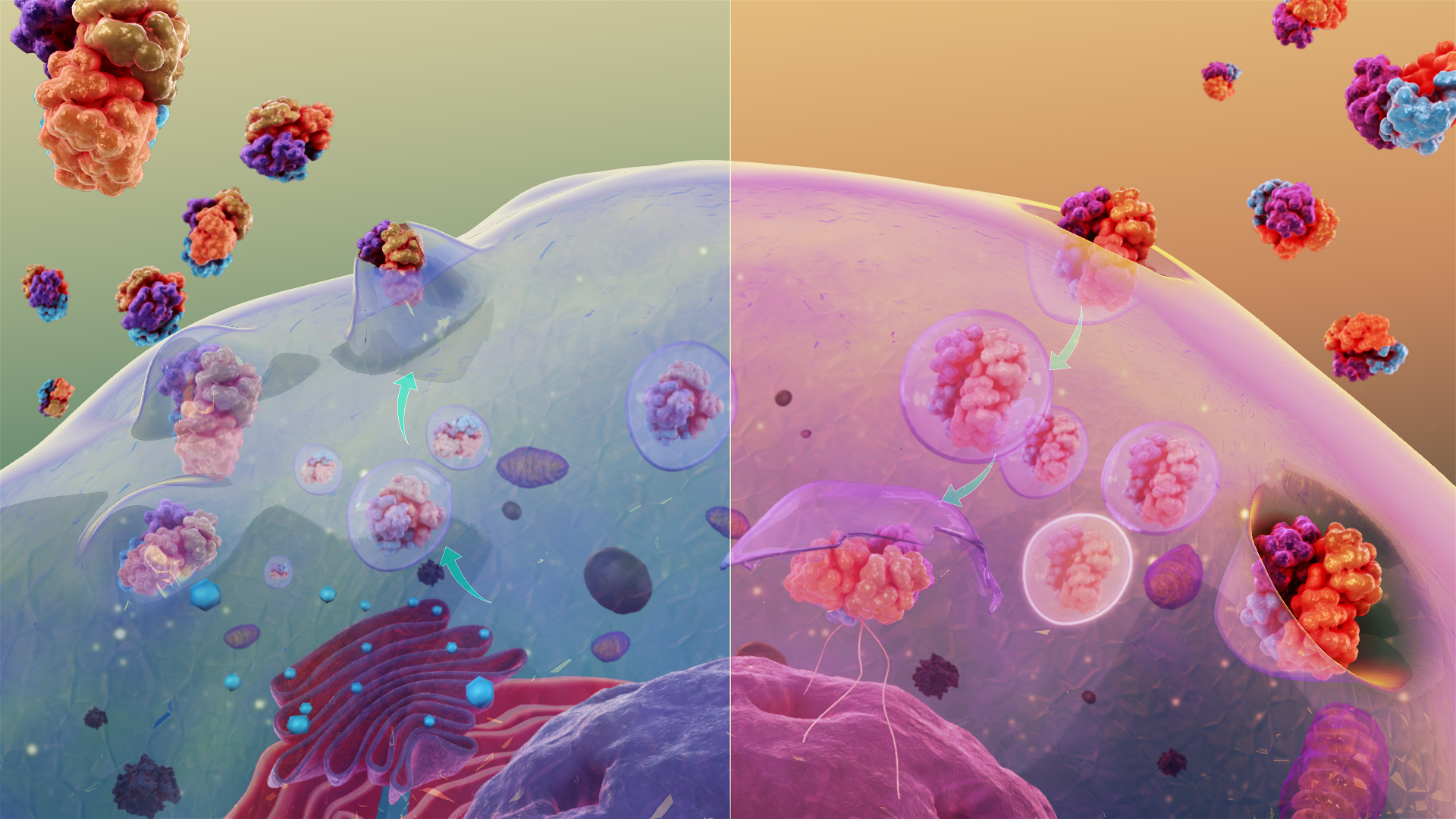
Exocitosis (L) y Endocitosis (R)

La exocitosis es cuando una célula dirige el contenido de las vesículas secretoras fuera de la membrana celular. Las vesículas se fusionan con la membrana celular y su contenido, generalmente proteínas, se libera fuera de la célula. Hay dos tipos de exocitosis: secreción constitutiva y secreción regulada. En ambos tipos, una vesícula brota del Aparato de Golgi y es transportada a la membrana plasmática, para ser exocitada de la célula. La exocitosis de los lisosomas comúnmente sirve para reparar áreas dañadas de la membrana plasmática al reponer la bicapa lipídica.
Secreción constitutiva (exocitosis irregular)
Esto es cuando la vesícula que brota del Aparato de Golgi contiene tanto proteínas solubles como lípidos y proteínas que permanecerán en la membrana plasmática después de la fusión de la vesícula. Este tipo de secreción no está regulada. La vesícula eventualmente viajará a la membrana plasmática y se fusionará con ella. El contenido de la célula se liberará al espacio extracelular mientras que los componentes de la membrana de la vesícula (lípidos y proteínas de la membrana plasmática) se establecerán como parte de la membrana plasmática de la célula.
Secreción regulada (exocitosis regulada)
Es entonces cuando la célula recibe una señal del espacio extracelular, como un neurotransmisor u hormona, que regula la fusión de la vesícula a la membrana plasmática y la liberación de su contenido. La vesícula es transportada a la membrana plasmática. Allí permanece hasta que recibe una señal para fusionarse con la membrana y liberar su contenido en el espacio extracelular.

## Transcitosis
La transcitosis es un tipo de citosis que permite que las partículas sean transportadas de una membrana a otra. Un ejemplo de esto sería cuando un receptor normalmente se encuentra en la membrana basal o lateral de una célula epitelial, pero necesita ser trasladado al lado apical. Esto solo se puede hacer a través de la transcitosis debido a las uniones estrechas, que evitan el movimiento de un dominio de la membrana plasmática a otro. Este tipo de citosis ocurre comúnmente en el epitelio, las células intestinales y los capilares sanguíneos. La transcitosis también puede ser aprovechada por moléculas y organismos patógenos. Varios estudios han demostrado que las bacterias pueden entrar fácilmente en la luz intestinal a través de la transcitosis de las células caliciformes. Sin embargo, otros estudios están explorando la idea de que la transcitosis puede desempeñar un papel al permitir que los medicamentos crucen la barrera hematoencefálica. Aprovechar este hecho puede permitir que el cerebro utilice mejor ciertas terapias farmacológicas.
Los métodos de citosis no solo mueven sustancias dentro, fuera y a través de las células, sino que también agregan y restan membrana de la membrana plasmática de la célula. 